# Уммануну
Уммануну (поч. VI ст. до н. е.) — цар Еламу з близько 609 до н. е. до 570-х років до н. е.

## Життєпис
Ймовірно, походив з роду Таххі-хі, що панував в невеличкій державі Аяпір. З часів еламського царя Атта-хаміті-Іншушинака правителі аяпіра набувають вагу як прихильники царського роду. Умманунну був сином Індади й можливо онуком Зашехші.
Близько 609 року до н. е. скористався поразкою царя Халлутуш-Іншушинака III від вавилонян або навіть допомагав тим, внаслідок чого захопив владу в Еламі. Визнав зверхність Набопаласара, за наказом якого або Навуходоносора II поставлений царем.
Отримав у своє розпорядження Сузи, які відбудовував. Його ім'я засвідчене на стелі, знайденій у Сузах. Також зберігав вірність вавилонським царям, в яких вважав помічників у протистоянні з персами, васалами Мідії.
Спадкував йому син Шілках-Іншушинак III.